# Saki (obwód grodzieński)
Saki (biał. Сакі; ros. Саки) – wieś na Białorusi, w obwodzie grodzieńskim, w rejonie świsłockim, w sielsowiecie Świsłocz.
Znajduje się tu przystanek kolejowy Saki, położony na linii Wołkowysk – Andrzejewicze – Świsłocz.

## Historia
W XIX i w początkach XX w. położone były w Rosji, w guberni grodzieńskiej, w powiecie wołkowyskim, w gminie Świsłocz.
W dwudziestoleciu międzywojennym leżały w Polsce, w województwie białostockim, w powiecie wołkowyskim, w gminie Świsłocz. W 1921 miejscowość była zniszczona i niezamieszkana.
Po II wojnie światowej w granicach Związku Sowieckiego. Od 1991 w niepodległej Białorusi.